# Miguel Angel Moreno
Miguel Angel Moreno Mendoza (ur. 2 marca 1977) – salwadorski judoka. Olimpijczyk z Sydney 2000, gdzie odpadł w pierwszej rundzie w wadze półlekkiej.
Uczestnik Pucharu Świata w 2000. Brązowy medalista mistrzostw panamerykańskich w 1999 i 2000, a także igrzysk Ameryki Środkowej i Karaibów w 1998 i 2002 roku.

## Letnie Igrzyska Olimpijskie 2000
| Konkurencja | Eliminacje               | Klas. końcowa |
| Konkurencja | Przeciwnik I             | Miejsce       |
| ----------- | ------------------------ | ------------- |
| 66 kg       | David Somerville (GBR) P | I runda       |